# La Valeur de la science
 (mai 2008).
Si vous disposez d'ouvrages ou d'articles de référence ou si vous connaissez des sites web de qualité traitant du thème abordé ici, merci de compléter l'article en donnant les références utiles à sa vérifiabilité et en les liant à la section « Notes et références ».
La Valeur de la science est un ouvrage du mathématicien, physicien et philosophe français Henri Poincaré (publié en 1905 chez Flammarion dans la collection "Bibliothèque de philosophie scientifique" ). Poincaré y traite de questions de philosophie des sciences et apporte des précisions sur des sujets abordés dans son précédent livre, La Science et l'Hypothèse (1902).

## Intuition et logique
La première partie du livre concerne exclusivement les sciences mathématiques, et plus particulièrement la relation entre intuition et logique en mathématique. Il examine tout d'abord quelle part de sciences revient à chacune de ces deux catégories de pensée scientifique, et en dégage quelques principes :
- l'idée que l'on se fait de l'intuition change au cours du temps historique (les Anciens étaient vus comme des logiciens à leur époque, mais ils nous apparaissent comme des intuitifs) : c'est donc que ce sont les idées qui ont changé, du fait d'une évolution de la pensée scientifique ;
- cette évolution s'est faite d'abord par l'arithmétisation des mathématiques, en somme par la reprise des idées intuitives dans un système axiomatique, par les premiers (vrais) logiciens.

Cette intuition historique est donc l'intuition mathématique. Pour Poincaré, elle est tributaire du principe de moindre effort, c'est-à-dire d'un attachement à la convention scientifique fondée sur l'expérience. La convention ainsi contextualisée permet de considérer diverses théories sur un même problème, et par la suite de faire un choix selon le degré de simplicité et de commodité des explications avancées par chacune des théories. L'exemple choisi par Poincaré est celui de l'espace à trois dimensions. Il montre comment la représentation de cet espace n'est qu'une convention, choisie pour sa commodité parmi plusieurs modèles que l'esprit peut développer sur ce problème. Sa démonstration repose sur la théorie du Continu mathématique (1893).
Finalement, Poincaré avance l'idée d'une interdépendance fondatrice de la science entre géomètres et analystes. Selon lui, l'intuition a deux rôles majeurs : elle permet de choisir quelle voie suivre dans la recherche de la vérité scientifique, et elle est un outil de compréhension indispensable du cheminement logique (« La logique qui peut seule donner la certitude est l'instrument de la démonstration : l'intuition est l'instrument de l'invention »). De plus, cette relation lui semble indissociable du progrès scientifique, qu'il présente comme une dilatation du cadre de la science — les nouvelles théories englobant les précédentes, même dans les ruptures de pensées.

## La physique mathématique
Dans la seconde partie de son livre, Poincaré en vient à étudier les rapports entre physique et mathématiques. Son approche, tout à la fois historique et technique, constitue un exemple particulier des idées générales précédentes.
Bien qu'il fût rarement expérimentateur, Poincaré reconnaît et défend l'importance primordiale de l'expérimentation, qui doit rester un critère de la méthode scientifique en physique. Autrement dit, les mathématiques ne doivent pas ramener à elles la physique, mais s'y développer comme un atout. Cet atout serait d'abord un outil : aux dires de Poincaré, les mathématiques sont « la seule langue que [les physiciens] puissent parler » pour se comprendre et se faire comprendre. Ce langage du nombre semble d'ailleurs révéler une unité cachée des choses naturelles, quand bien même seule une partie des mathématiques s'applique à la physique théorique. L'objectif premier de la physique mathématique n'est pas l'invention ou la découverte, mais la reformulation. C'est une activité de synthèse, qui permet de s'assurer de la cohésion des théories qui ont cours à un moment donné. À un moment donné, car Poincaré reconnaît qu'il est impossible de systématiser toute la physique en une seule théorie axiomatique, à une époque donnée. Les idées de Poincaré sur l'espace et ses trois dimensions vont dans ce sens.
Quels sont les rapports qu'entretiennent physique et mathématiques ? Poincaré avance que les mathématiques (l'analyse) et la physique ont un même esprit, que les deux disciplines partagent un même but esthétique et qu'elles peuvent toutes deux libérer l'homme de sa simple condition. De façon plus pragmatique, ses arguments vont dans le sens d'une interdépendance, à l'image de celle mise à jour entre intuition et analyse. Le langage mathématique permet non seulement d'exprimer l'avancée scientifique, mais aussi de prendre du recul par rapport à l'étude de la Nature. Les mathématiques montrent l'étendue des découvertes ponctuelles et limitées qui sont faites par les physiciens. À l'inverse, la physique joue un rôle moteur pour le mathématicien, un rôle créatif en tant qu'elle pose des problèmes atypiques ancrés dans la réalité. De plus, elle suggère des solutions et des raisonnements - ainsi, le développement du calcul infinitésimal par Newton dans le cadre de la théorie de la Gravitation.
La physique mathématique est née de la Mécanique céleste. En premier lieu, elle est venue conforter la Physique des forces centrales, physique réaliste, mécaniste, qui a dominé le XVIIIe siècle et qui a permis des avancées solides, tant sur le plan théorique que sur le plan expérimental. Mais très vite, conjointement avec le développement de la thermodynamique puis en opposition, une vision énergétique de la physique commença à se développer parmi les physiciens. Dans ses concepts mathématiques et dans ses idées fondatrices, elle est clairement en désaccord avec la vision newtonienne des interactions entre les corps. C'est au terme d'une première crise que la physique mathématique aboutit à la Physique des principes.

### La seconde crise de la physique mathématique
Tout au long du XIXe siècle, des découvertes importantes ont été réalisées dans les laboratoires et en dehors. Nombre d'entre elles ouvrirent des voies théoriques importantes; mais certains faits expérimentaux ne trouvèrent pas d'explication satisfaisante, soit qu'ils fussent ponctuellement observés, soit qu'aucune des théories nouvelles ou en devenir ne réussisse à en rendre compte. Au début du XXe siècle, les principes unificateurs se voient remis en cause dans leur fondements ; les plus importants, mis en évidence par les physiciens, tels que rapportés par Poincaré, sont :
- le principe de la conservation de l'énergie (dit principe de Mayer) — la découverte du radium et de la radioactivité posa le problème des émissions d'énergie continues (elles semblaient alors inépuisables) ;
- le principe de la dégradation de l'énergie (dit principe de Carnot) — le mouvement brownien va à l'encontre du principe d'entropie ;
- le principe de l'égalité de l'action et de la réaction (dit principe de Newton) — le problème est d'ordre électrodynamique et est relatif à l'éther au sens de Maxwell ;
- le principe de la conservation de la masse (dit principe de Lavoisier) — la considération de mouvements à une vitesse proche de celle de la lumière posa problème; c'est encore un problème d'électrodynamique : la masse de corps ainsi mis en mouvement serait de nature purement électrodynamique, et ne serait donc plus constante (chute du centre de gravité newtonien) ;
- le principe de la relativité ;
- il ajoute enfin le principe de moindre action.

Au début du XXe siècle, la majorité des savants (physiciens, mathématiciens, biologistes...) partage le « diagnostic » de Poincaré quant à la crise de la Physique des principes. En fait, il aurait été difficile de faire autrement : elle venait de la découverte de faits expérimentaux dont les principes ne rendaient pas compte, et qu'on ne pouvait bien évidemment pas ignorer. Poincaré reste cependant relativement optimiste quant à l'évolution de la physique face à cette sévère critique de l'expérience. Sa confiance mesurée tient à la nature même des principes : si les physiciens les ont constitués, c'est qu'ils sont commodes et rendent compte d'un grand nombre de lois. Leur valeur objective est de poser une convention scientifique, en somme un socle figé sur la base duquel le vrai et le faux — au sens scientifique — sont départagés.
Mais si les principes sont des conventions, ils ne sont pas pour autant détachés des faits de l'expérience. Au contraire, si ces principes ne peuvent plus soutenir des lois satisfaisantes, en accord avec les faits de l'expérience, ils perdent leur utilité et sont rejetés, sans même avoir été contredits. La chute des lois entraîne la chute des principes, parce qu'ils doivent rendre compte de l'expérience. Mettre à bas ces principes, œuvres de la pensée scientifique sur plusieurs siècles, sans trouver d'explication nouvelle et qui les engloberait (de la même manière que la Physique des principes a englobé la Physique des forces centrales), ce serait reconnaître que toute la physique antérieure n'avait pas de valeur intellectuelle. Aussi, par une confiance de décret, Poincaré ne croit pas que les principes ne puissent être sauvés, d'une quelconque manière. Il affirme qu'il revient aussi à la physique mathématique d'essayer de les reconstituer, ou d'en trouver le successeur (en somme, de viser un retour à l'unité), car elle a contribué à les mettre en doute en les confortant d'abord. De plus, c'est la valeur de la physique mathématique en tant que méthode scientifique qui se voit critiquée, par l'implosion des théories. Deux physiques cohabitent alors : celle venant de Galilée et Newton, et celle venant de Maxwell ; mais aucune n'est capable d'expliquer tous les faits de l'expérience désormais constatés, grâce aux progrès techniques.

### L'électrodynamique des corps en mouvements
L'ensemble des problèmes rencontrés se concentre sur l'électrodynamique des corps en mouvements. Poincaré propose rapidement l'idée que c'est l'éther qui se modifierait, et non les corps dotés d'une masse, ce qui vient contredire la théorie d'alors (basée sur un éther parfaitement immobile). Surtout, Poincaré met la lumière sur le phénomène de Zeeman, les raies d'émissions discontinues des électrons. Ce problème de la matière discontinue pousserait à formuler un modèle de l'atome pour le moins déstabilisant. En 1913, Niels Bohr présentera son modèle atomique qui repose sur les orbites des électrons, et qui explique aussi bien les phénomènes spectrologiques que la stabilité de l'atome. Mais, en 1905, le problème concerne avant tout la définition de l'infiniment petit, dont on ne sait pas alors s'il doit être pensé sur un même modèle que celui connu pour les corps pesants (le modèle de la mécanique classique), où s'il s'agit de développer un modèle tout à fait nouveau - pour rendre compte des faits nouveaux. Cette dernière voie, qui sera celle suivie avec la théorie quantique, implique aussi d'abandonner définitivement l'unité déjà remise en cause de la mécanique d'alors.

### Le futur de la physique mathématique selon Poincaré
Poincaré avance que l'extension de la science physique se fera par la considération d'un déterminisme d'un genre nouveau, faisant une place nouvelle au hasard. Et en effet, l'histoire de la physique au XXe siècle est marquée par un paradigme où la probabilité règne. Dans La Valeur de la science, Poincaré écrit et répète son enthousiasme pour deux voies de recherche : les lois statistiques (faisant suite aux lois différentielles) et la mécanique relativiste (faisant suite à la mécanique newtonienne). Cependant, il ne reprend pas à son compte les idées de Planck. Ce dernier a présenté en 1900 la loi spectrale du rayonnement d'un corps noir, fondatrice de la physique quantique. En 1905, la même année que la publication de La Valeur de la science, Albert Einstein publie un article décisif sur l'effet photoélectrique, en s'appuyant sur les travaux de Planck. Malgré les doutes de Poincaré, certainement liés à sa vision de la physique comme une approximation du réel (face à l'exactitude mathématique), la mécanique quantique, probabiliste, sera bien la réponse à la seconde crise de la physique mathématique de la fin du XIXe siècle. (Dès 1902, Poincaré envisageait une physique relativiste proche, dans ses développements théoriques, de celle développée et exposée par Einstein quelques années plus tard.)

## La valeur objective de la science
« À quoi sert la science ? » est la question sous-jacente à l'ensemble du livre de Poincaré. À ce problème téléologique, Poincaré répond en prenant le contre-pied d'Édouard Le Roy, philosophe et mathématicien qui avance dans un article paru en 1905 (Sur la logique de l'invention) la thèse d'une science intrinsèquement anti-intellectualiste (au sens de Bergson) et nominaliste. À travers Le Roy, c'est la pensée de Pierre Duhem qui est visée. Poincaré explique que l'anti-intellectualisme est contradictoire pour la science, et que le nominalisme est fortement critiquable, parce que reposant sur des confusions de pensées et de définitions. Il défend l'idée de Principes conventionnels, et par là l'idée que l'action scientifique n'est pas une convention établie arbitrairement autour des faits bruts de l'expérience. Il veut plutôt montrer que l'objectivité de la science vient précisément de ce que le scientifique ne fait que traduire dans un langage particulier les faits bruts : « (...) tout ce que crée le savant dans un fait, c'est le langage dans lequel il l'énonce ». Le seul apport de la science serait le développement de ce langage de plus en plus mathématisé, un langage cohérent parce qu'offrant la prévision utile — mais non certaine : sous le joug irrévocable de son adéquation au réel et toujours faillible.